# Cosmosoma cruenta
Cosmosoma cruenta là một loài bướm đêm thuộc phân họ Arctiinae, họ Erebidae.